# Монро (містечко, Вісконсин)
Монро (англ. Monroe) — місто (англ. town) в США, в окрузі Ґрін штату Вісконсин. Населення — 1291 особа (2020).

## Демографія
Згідно з переписом 2010 року, у місті мешкало 1245 осіб у 438 домогосподарствах у складі 334 родин. Було 456 помешкань
Расовий склад населення:
| - 97,2 % — білих - 0,5 % — корінних американців - 0,4 % — чорних або афроамериканців - 0,2 % — азіатів |

До двох чи більше рас належало 1,2 %. Частка іспаномовних становила 1,9 % від усіх жителів.
За віковим діапазоном населення розподілялося таким чином: 19,8 % — особи молодші 18 років, 58,4 % — особи у віці 18—64 років, 21,8 % — особи у віці 65 років та старші. Медіана віку мешканця становила 49,6 року. На 100 осіб жіночої статі у місті припадало 93,0 чоловіків;  на 100 жінок у віці від 18 років та старших — 91,4 чоловіків також старших 18 років.
Середній дохід на одне домашнє господарство  становив 92 680 доларів США (медіана — 82 619), а середній дохід на одну сім'ю — 104 517 доларів (медіана — 93 625). Медіана доходів становила 53 269 доларів для чоловіків та 37 344 долари для жінок. За межею бідності перебувало 4,7 % осіб, у тому числі 4,0 % дітей у віці до 18 років та 9,9 % осіб у віці 65 років та старших.
Цивільне працевлаштоване населення становило 641 особа. Основні галузі зайнятості: освіта, охорона здоров'я та соціальна допомога — 23,4 %, виробництво — 18,6 %, роздрібна торгівля — 15,6 %.